# Calle 105 Este (línea Canarsie)
La Calle 105 Este o East 105th Street es una estación en la línea Canarsie del Metro de Nueva York de la división B del Brooklyn–Manhattan Transit Corporation. La estación se encuentra localizada en Canarsie, Brooklyn entre la Calle 105 Este y la Avenida Turnbull . La estación es servida en varios horarios por los trenes del Servicio .